# Iúlia Levtxenko
Iúlia Levtxenko (en ucraïnès: Юлія Андріївна Левченко; [ˈjulija ˈleu̯tʃenko]; Artemivsk, 28 de novembre de 1997) és una saltadora d'alçada ucraïnesa. Va guanyar la medalla de plata al Campionat del Món d'atletisme de 2017. Als Campionats d'Europa d'atletisme en pista coberta, Levtxenko va aconseguir el bronze el 2017 i la plata el 2019. També va ser campiona d'Europa sub-23 del 2017.

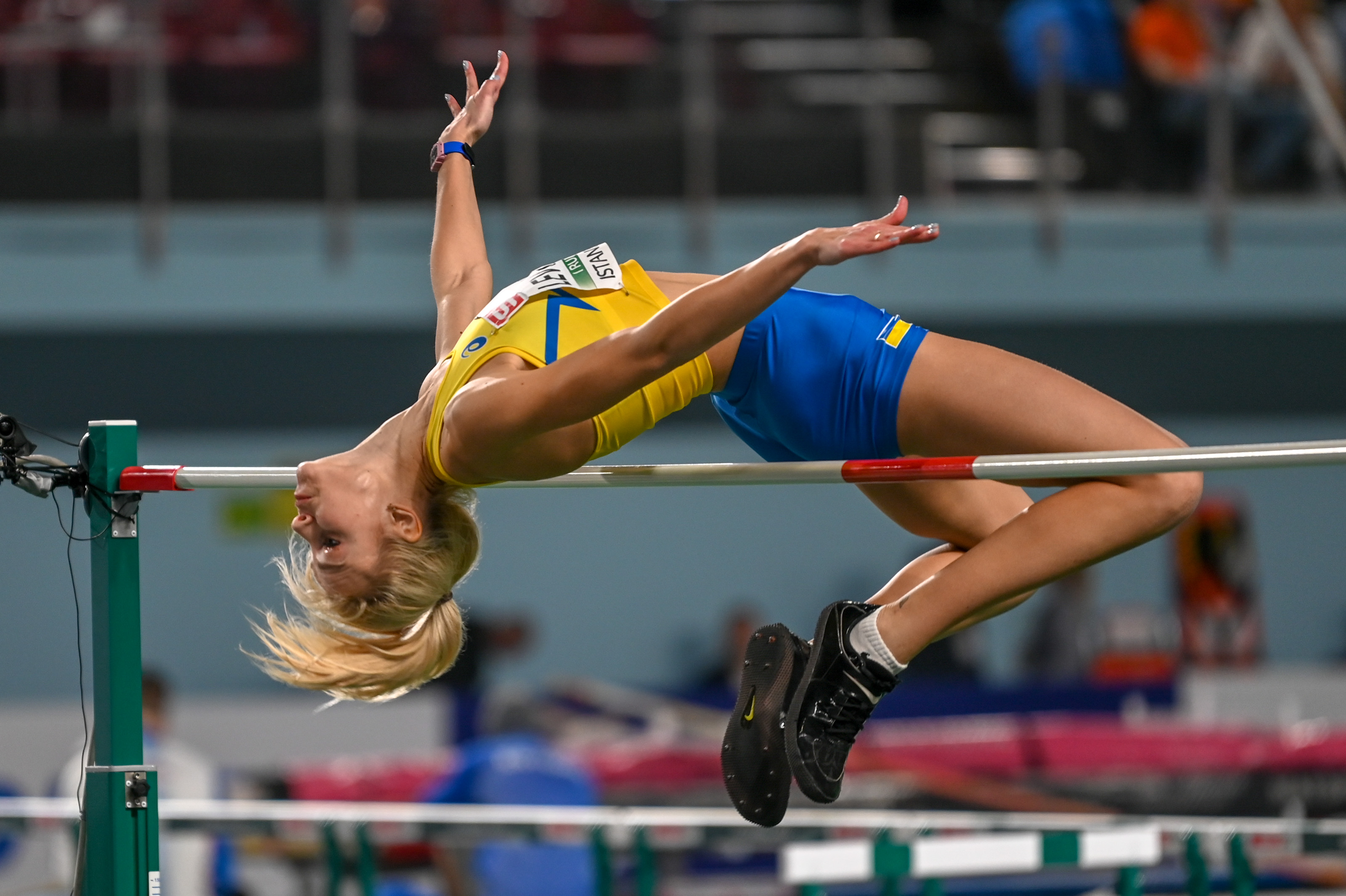
Levtxenko al Campionat d'Europa en pista coberta de 2023 a Istanbul

Levtxenko va competir als Jocs Olímpics de 2016. L'any 2017 va merèixer el Trofeu Atleta Europeu de l'any. També va competir als Jocs Olímpics de 2020, on va acabar vuitena. Els seus records personals en el salt d'alçada són 2,02 metres a l'aire lliure (Minsk 2019) i 2,00 metres en interior (Eaubonne 2019).